# Рансфорд-Єбоа Кенігсдерффер
Рансфорд-Єбоа Кенігсдерффер (нім. Ransford-Yeboah Königsdörffer, нар. 13 вересня 2001, Берлін, Німеччина) — ганський футболіст, вінгер німецького клубу «Гамбург» та національної збірної Гани.

## Ігрова кар'єра

### Клубна
Рансфорд-Єбоа Кенігсдерффер народився у Берліні, Німеччина. Є вихованцем столичних клубів, серед яких «Герта», де Рансфорд-Єбоа починав грати в молодіжній команді у 2014 році. Пізніше футболіст перейшов до дрезденського «Динамо», у складі якого у грудні 2020 року дебютував на професійному рівні у матчі Другої Бундесліги проти «Нюрнберга». За результатами того сезону «Динамо» вибуло до Третьої ліги але Кенігсдерффер залишився в команді.
Тільки влітку 2022 року, вінгер покинув дрезденський клуб, підписавши чотирирічний контракт з клубом Другої Бундесліги «Гамбургом».

### Збірна
Народжений у Німеччини, Кенігсдерффер у вересні 2021 року взяв участь у матчі молодіжної збірної Німеччини.
Маючи ганське коріння, влітку 2022 року Рансфорд-Єбоа прийняв пропозицію від Футбольної асоціації Гани і у вересні 2022 року у товариському матчі проти команди Нігерії дебютував у національній збірній Гани. Але до остаточної заявки збірної на Чемпіонат світу у Катарі Кенігсдерффер не потрапив.